# Frauenbergkapelle (Eichstätt)

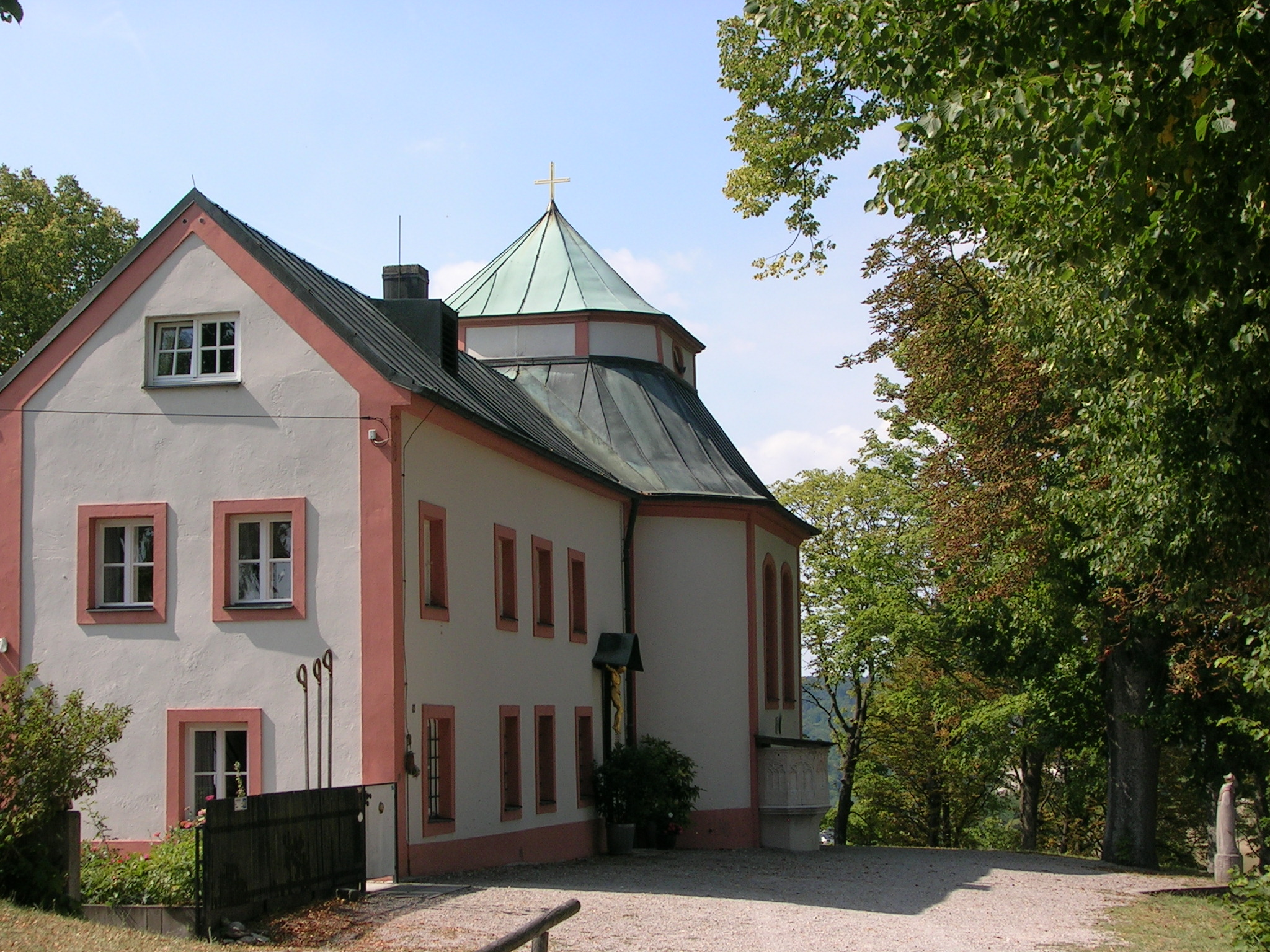
Die Frauenbergkapelle mit Mesnerhaus von der Nordostecke aus

Die Frauenbergkapelle befindet sich auf dem 500 Meter hohen Frauenberg über Eichstätt.
Als Vorläufer der Kapelle gilt die 1720 von Fürstbischof Johann Anton I. Knebel von Katzenelnbogen errichtete Madonnenstatue. Am 28. Oktober 1723 wurde die Statue benediziert und zunächst nur durch ein hölzernes Dach und Bretterwände vor der Witterung geschützt. Unter Fürstbischof Johann Anton II. von Freyberg wurde der heutige Kapellenbau in der Zeit von 1738/1739 errichtet und 1751 konsekriert.

## Geschichte
Im hohen Alter von 74 Jahren ließ der gichtleidende Eichstätter Fürstbischof Johann Anton I. Knebel von Katzenelnbogen östlich seines Residenzschlosses, der Willibaldsburg, als Verehrer Mariens eine Madonnenstatue aufstellen. Diese wurde von der Bevölkerung schon sehr bald angenommen und verehrt.

## Legende
Die Legende berichtet, dass die Statue aus einem alten,	völlig ausgetrockneten Holzstamm geschnitzt wurde. Dieser lag wohl lange am Eingang der Hofschreinerei der Willibaldsburg, als dieser unvermittelt einen Zweig mit frischen Blättern austrieb.

## Baumeister
Der Baumeister der Kapelle ist nicht belegt. Anhand der Zuordnung des Baustiles kann sie wohl dem Eichstätter Hofbaudirektor Gabriel de Gabrieli zugeordnet werden.
Das östlich an die Kapelle grenzende, heutige Mesnerhaus wurde auf Kosten des Eremiten Paul Jakob Kastner († 1767) als Klause erbaut. An der Nordseite des Gebäudes erinnert daran eine Steintafel.

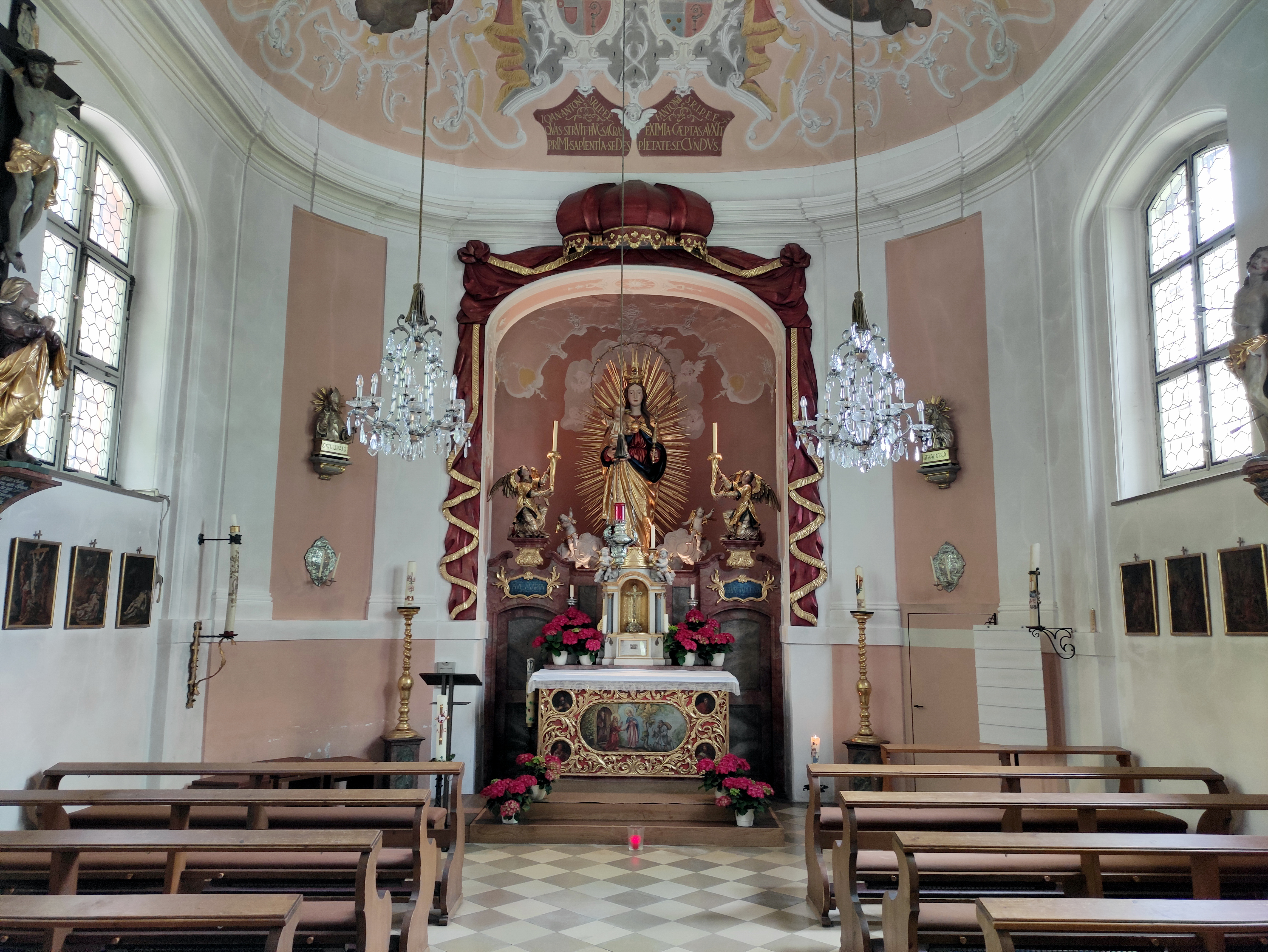
Altarraum in der Frauenbergkapelle

## Beschreibung
Das Bauwerk besteht aus einem kleinen längsrechteckigen Zentralraum mit abgerundeten Ecken und Doppelkuppel. Östlich schließt ein Nebenraum mit später eingebauter Orgelempore an. Je zwei Stichbogenfenster an der Nord- und Südseite versorgen den Innenraum mit Tageslicht. Vom Hauptraumgewölbes öffnet sich der Blick durch einen rechteckigen Durchbruch auf ein Spiegelgewölbe. Dem barocken Typ entsprechend, wird hier eine indirekte Lichtwirkung mit Hilfe von zwei Ovalfenstern genutzt.
Der Innenraum ist streng und geradlinig, nur die Altarnische und die untere Kuppelwölbung sind mit Stuckarbeiten von Franz Xaver Horneis geschmückt.

## Inschriften
An der Ostseite des unteren Kuppelgewölbes finden sich zwei Wappen und Namensinschriften der Fürstbischöfe Johann Anton I. Knebel von Katzenelnbogen und Johann Anton II. von Freyberg sinnbildlich als Gründer bzw. Erbauer der Kapelle. 
Unter den Wappen erkennt man Chronogramme, die auf die Entstehung in der Zeit von 1720 bis 1739 mit Hilfe von römischen Ziffern verweisen:
qVas strVIt hVC saCras prIMI sapIentIa seDes - eXIMIa Caeptas aVXIt pIetate seCVnDVs
„Welchen geheiligten Sitz hier die Weisheit des Ersten errichtet hat - hat das Begonnene der Zweite mit außerordentlich frommer Gesinnung vermehrt“

## Informatives
Die Lage der Kapelle lässt einen guten Blick über Eichstätt, das Altmühltal und das Kloster Rebdorf zu.

## Jakobsweg

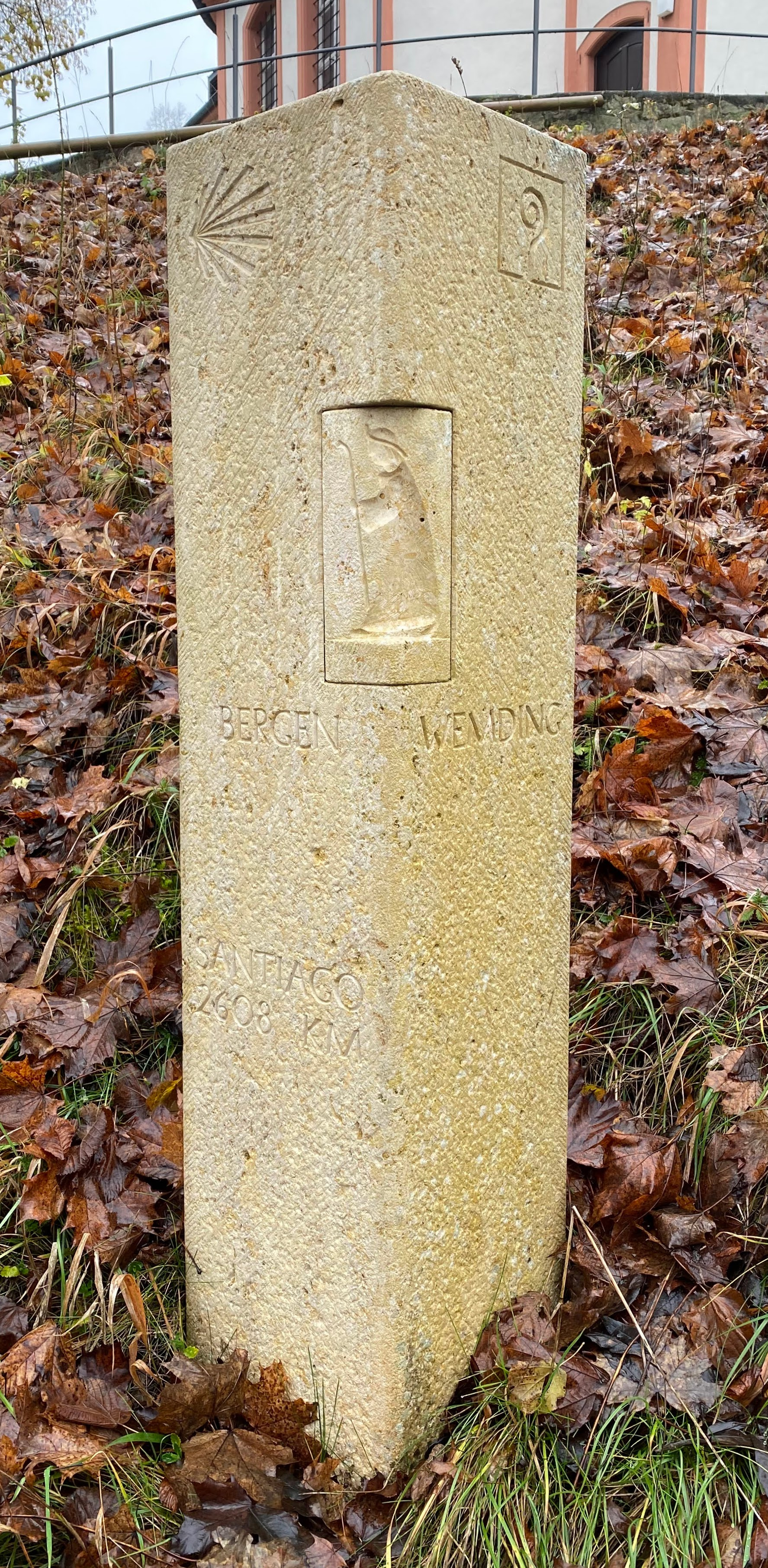
Die Stele des Jakobswegs

Die Frauenbergkapelle und eine Stele sind Teil des neuen Jakobsweges von Eichstätt nach Kaisheim / Donauwörth.